# Noemi
Noemi je ženské křestní jméno hebrejského původu. Jméno vzniklo z hebrejského נעמי‎ – Na'omi nebo No'omi a význam jména se vykládá jako půvabná, překrásná. Další variantou jména je Noémi, Noema. Ve světě se také vyskytují varianty Noëmie, Noémie, Noomie, či Noémia. Svátek připadá na Den Země, 22. 4. V Bibli je Noemi postavou z knihy Rút, kde je její jméno vykládáno jako "Má líbeznost".
Domácími variantami a zdrobnělinami jména jsou Noemka, Noe, Nona, nebo Nomínka. 
Naomi je ženské křestní jméno rovněž hebrejského původu s obdobným významem líbezná, radostná. Jméno Naomi má také původ v japonštině, kde je tvořené slovy 直 (nao) čestný, spořádaný a 美 (mi) krásný.

## Známé osobnosti
- Noemi (biblická postava)
- Naomi Adachi – česko-japonská herečka, modelka a moderátorka
- Naomi Aldort – americká spisovatelka
- Naomi Scott – britská herečka a zpěvačka
- Na'omi Blumenthal – izraelská politička
- Naomi Campbell – britská modelka
- Naomie Harrisová – britská herečka
- Na'omi Chazan – izraelská politička
- Noemi Jirečková – česká pianistka
- Naomi Judd – americká country zpěvačka
- Noemi Komrsková
- Noemi Rejchrtová – česká historička
- Noemi Smolik – česká malířka
- Na'omi Šemer – izraelská zpěvačka
- Naomi Uemura – japonský horolezec a polárník
- Naomi Wattsová – britsko-australská herečka
- Noemi Zárubová – herečka